# Прастио (Потенца)
Прастио (итал. Prastio) је насеље у Италији у округу Потенца, региону Базиликата.
Према процени из 2011. у насељу је живело 186 становника. Насеље се налази на надморској висини од 823 м.